# 神経言語学
神経言語学（しんけいげんごがく、英語：neurolinguistics）とは、発話、手話、書字される言語の理解、産出、及び言語の抽象的知識の根底にあるヒトの脳のメカニズムに関わる科学の分野である。神経言語学は、言語学、認知科学、神経生物学、計算機科学などにまたがる学際的な分野である。
神経言語学には様々な学問的背景を持った研究者が集まり、多様な実験手法と理論的視点がもたらされている。神経言語学において、ヒトの脳の一部であるブローカ野として知られる領域が、ヒトの言語の重大な側面、すなわち再帰性と関係した言語学的要素である統語論において重要な役割を担っていることが注目されている。

## 歴史
歴史的に、神経言語学は失語症学（aphasiology）と密接な関連を持っている。失語症学とは、ヒトの脳損傷の結果として、どのような言語障害が起きるか、また、どのような言語能力は障害を回避できるかを研究する学問である。
失語症学は神経言語学において歴史的中核を占める分野であるが、最近では新しい研究手法の誕生により、かなりの分野の拡大が見られている。言語は認知神経科学の最も根本的な興味の1つであり、近年の脳機能イメージング手法の発達は言語機能の解剖学的機構の解明に重要な寄与を果たした。PETやfMRIなどの手法は、言語処理課題を行っている際の様々な脳領域における代謝活動の分布を、非常に高い空間解像度で可視化することを可能にしている。現在では、このような手法から得られた結果が失語症学の知見と矛盾しないことが示されている。しかし、PETやfMRIでは言語の理解や産出の際の脳活動を計測する際に、高い時間分解能を得ることは出来ない。言語の理解や産出において、時間分解能は非常に重要な要素なので、研究者は総体的な電気生理学的信号を計測する手法である脳波計や脳磁図も研究に用いている。これらの手法はミリ秒のオーダーで信号を計測できるが、頭皮上での電気的信号を生み出す脳メカニズムの性質はまだ完全には解明されていないので、これらの手法から得られた結果を解釈することは難しくなってしまう。そのため脳波計や脳磁図は、主に言語の認知的/計算的構造に関する理論を解明するために用いられ、その理論の正確な神経生物学的な実装法を考慮することはない。例えば、3種類の文末に付く単語範疇について、2種類は同一のメカニズムにより処理され、のこりの1種類は異なるという仮説を立てたとする。この仮説は2種類の言語範疇は同じ電気生理学的な反応を引き起こし、残りの1種類は異なる反応を引き起こすことを示すことにより支持される。神経言語学の重要なトピックの例として、N400の効果がある。

## 新たな発展
どのようにして言語が機能するかといった脳の機能を研究する新しい非侵襲的手法として、経頭蓋磁気刺激法が存在する。

## 心理言語学
このような研究は、心理言語学の分野と密接なつながりを持つ。心理言語学は反応時間や正答率、眼球運動などの指標の解析などの、実験心理学の伝統的手法を用いて言語の認知メカニズムを解明しようとする学問である。

## 計算論的モデリング
言語の認知神経科学における別の重要な手法として、計算論的モデリングがある。計算論的モデリングは言語の神経機構に関する仮説の妥当性及び非妥当性を証明し、さらなる経験論的研究の新たな予測を得ることが出来る。現在、多くの計算論的モデリングの研究者は脳機能イメージングの研究者や心理学者と手を組み、学際的な研究プログラムを行っている。このような研究により、数100万人の患者が存在する吃音症やディスレクシアなどの主要な言語障害を含む、言語の性質に関する新たな知見が得られている。

## 関連文献
関係する雑誌はJournal of NeurolinguisticsとBrain and Languageである。両方ともいくつかのabstractは無料で読めるが、他は購買契約が必要である。
- Choi, Charles Q. (September 2007), “Speaking in Tones: Ni hao or bonjour: do genes drive preference for language type?”, Scientific American (Scientific American, Inc.) 297 (3):  pp. 25–26 2008年8月1日閲覧。 注: 初めの2段落のみが無料で読むことが出来る。